# تشارلز ر. شابمان
تشارلز ر. شابمان (بالإنجليزية: Charles R. Chapman)‏ هو محامي وسياسي أمريكي، ولد في 23 نوفمبر 1827، وتوفي في 25 يناير 1897. انتخب عضو مجلس ولاية كونيتيكت وانتخب عضو مجلس نواب كونيتيكت.